# 釜石市立釜石小学校
釜石市立釜石小学校（かまいししりつかまいししょうがっこう）は、岩手県釜石市大渡町3丁目にある公立小学校。

## 沿革
- 2003年（平成15年）
  - 4月1日 - （旧）釜石小学校と大渡小学校が統合され、（新）釜石小学校が開校。校舎は大渡小学校を使用[1]。
  - 4月9日 - 開校式挙行。開校時点の学級数は10、児童数256名。
- 2004年（平成16年）8月31日 - 台風16号による災害のため臨時休校。
- 2005年（平成17年）6月16日 - プール濾過機取替工事。
- 2006年（平成18年）11月4日 - 校舎屋上に校章取付工事。
- 2007年（平成19年）8月 - 校庭大規模整地作業実施。
- 2008年（平成20年）1月 - 西登校坂側溝設置。
- 2010年（平成22年）8月2日 - 耐震補強工事着工。
- 2011年（平成23年）
  - 3月x日 - 耐震補強工事終了。
  - 3月11日 - 14時46分頃に東日本大震災発生。4月18日まで休校となる。その後、大津波が襲うが、学校には被害は無く、8月10日まで校舎と体育館が避難所となった。
- 2012年（平成24年）
  - 1月8日 - ぼうさい甲子園で「ぼうさい大賞」を受賞。
  - 6月22日 - 校舎大規模改修工事。
- 2013年（平成25年）
  - 3月31日 - 校舎大規模改修工事完了。
  - 6月25日 - 釜石駅前に、『校歌歌碑』設置。
  - 10月5日 - 釜石小学校創立10周年記念式典挙行。
- 2014年（平成26年）3月13日 - プール改修工事終了。
- 2015年（平成27年）2月 - 太陽光発電設備工事。
- 2016年（平成28年）1月 - 東登校坂補修工事及び枯木伐採。
- 2017年（平成29年）
  - 3月 - 校庭に防球ネット設置。
  - 11月22日 - 旧大渡小～釜石小ことばの教室開設50周年記念式典挙行し、祝賀会開催。
- 2020年（令和2年）6月30日 - 砂場・鉄棒を設置。

## 児童数
2021年度時点
| 学年 | 1年 | 2年 | 3年 | 4年 | 5年 | 6年 | 特別支援 | 合計 |
| ---- | --- | --- | --- | --- | --- | --- | -------- | ---- |
| 学級 | -   | -   | -   | -   | -   | -   | 2        | -    |
| 児童 | 12  | 11  | 18  | 19  | 14  | 29  | 5        | 108  |

## 通学区域
- 新浜町・東前町・浜町・天神町・只越町・大只越町・港町・大町・大渡町・鈴子町・駒木町[2][3]

## 進学先中学校
- 釜石市立釜石中学校

## 校歌
- 作詞:井上ひさし
- 作曲:宇野誠一郎

## 学校周辺
- 岩手県道242号水海大渡線
- 釜石のぞみ病院
- 甲子川
- 岩手県道4号釜石港線
- イオンタウン釜石
  - なお、甲子川を挟んだ対岸にJR・三陸鉄道釜石駅がある。

## 交通
- 岩手県交通「釜石中央」バス停下車後、
  - 徒歩約475m・約8分（最短ルートとなる高台にあがる歩道を移動した場合）。
  - 徒歩約755m・約12分（車も通る道を移動した場合）。
    - 学校から釜石中央バス停まで、直線距離は約370m。
- JR東日本釜石線・三陸鉄道リアス線釜石駅から、
  - 上述の路線バスを利用し、「釜石中央」バス停下車後、徒歩。
  - 徒歩で約920m・約14分（直線距離は約350mだが、駅出入口設置個所と道路の関係で遠回りとなる）。